# 蒂莫菲伊夫卡 (列別金區)
50°30′05″N 34°29′42″E / 50.50139°N 34.49500°E
蒂莫菲伊夫卡（烏克蘭語：Тимофіївка）是位於烏克蘭東北部的舊村莊，曾由蘇梅州的列別金區負責管轄，並於1988年被註銷。該村處於布季爾卡河右岸，該城鎮距離布迪爾卡3公里。